# Voleibol de praia nos Jogos Olímpicos de Verão de 2008
As competições de voleibol de praia nos Jogos Olímpicos de Verão de 2008 foram disputadas entre 9 e 22 de agosto em Pequim, na China, na Arena Chao Yang Park.

## Calendário
| Agosto            | 6 | 7 | 8 | 9 | 10 | 11 | 12 | 13 | 14 | 15 | 16 | 17 | 18 | 19 | 20 | 21 | 22 | 23 | 24 |
| ----------------- | - | - | - | - | -- | -- | -- | -- | -- | -- | -- | -- | -- | -- | -- | -- | -- | -- | -- |
| Voleibol de praia |   |   |   |   |    |    |    |    |    |    |    |    |    |    |    | 1  | 1  |    |    |

|  | Dia de competição |  | Dia de final |

## Eventos

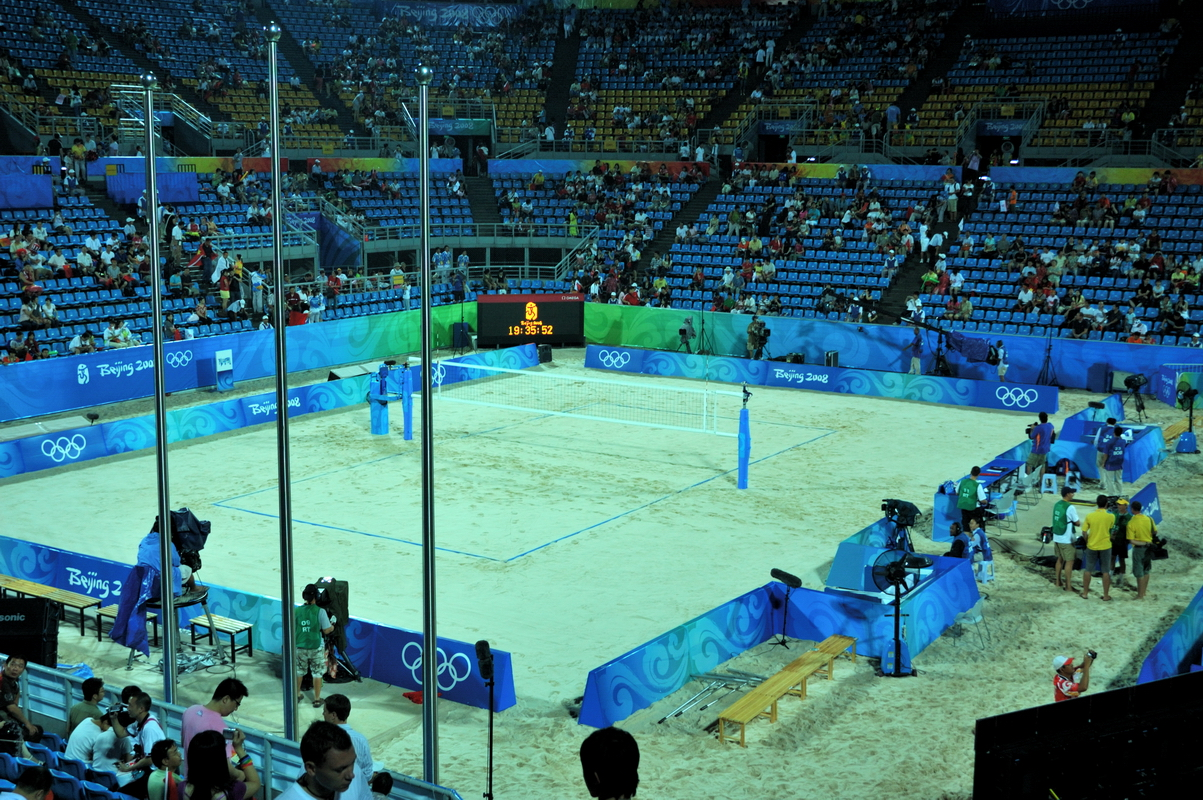
Arena Chao Yang Park recebeu as disputas do voleibol de praia.

Ao todo, os eventos de voleibol de praia distribuiram 6 medalhas, três por evento:
- Masculino (24 duplas)
- Feminino (24 duplas)

## Medalhistas
| Evento             | Ouro                                             | Prata                                         | Bronze                                      |
| ------------------ | ------------------------------------------------ | --------------------------------------------- | ------------------------------------------- |
| Masculino detalhes | Todd Rogers Phil Dalhausser USA Estados Unidos   | Márcio Araújo Fábio Luiz Magalhães BRA Brasil | Ricardo Alex Santos Emanuel Rego BRA Brasil |
| Feminino detalhes  | Kerri Walsh Misty May-Treanor USA Estados Unidos | Tian Jia Wang Jie CHN China                   | Xue Chen Zhang Xi CHN China                 |

## Quadro de medalhas
| Ordem | País               | Medalha de ouro | Medalha de prata | Medalha de bronze |   | Ordem por total |
| ----- | ------------------ | --------------- | ---------------- | ----------------- | - | --------------- |
| 1     | USA Estados Unidos | 2               |                  |                   | 2 | 1               |
| 2     | BRA Brasil         |                 | 1                | 1                 | 2 | 2               |
| 2     | CHN China          |                 | 1                | 1                 | 2 | 2               |
| TOTAL | TOTAL              | 2               | 2                | 2                 | 6 | —               |